# Trehörningens gamla vattentorn

Trehörningens gamla vattentorn står på ön Trehörningen i Nynäshamn, Stockholms län. Byggnaden används numera enbart som utsiktstorn. Enligt kommunen är vattentornet ”av kulturhistoriskt intresse”. Den 21 maj 2018 brann tornets ytterhölje som blev så svårt brandskadat att det fick rivas och bara betongcisternen stod kvar. På våren 2019 stod det restaurerade tornet färdigt.
| Vattentornet före branden (2017) och efter renoveringen (2019). |  | Vattentornet före branden (2017) och efter renoveringen (2019). |
| Vattentornet före branden (2017) och efter renoveringen (2019). |  |                                                                 |

## Beskrivning
Vattentornet uppfördes i början av 1900-talet på en 27 meter hög kulle på sydöstra sidan av Trehörningen i samband med att kuranstalten Nynäs havsbad växte fram. Tornets höjd är nio meter och höjd över haver är därmed 36 meter. Konstruktionen avsmalnar upptill, den största diametern är 7,1 meter. Troligen ritades tornet av arkitekt Karl Güettler som även ansvarade för kuranstaltens ritningar. 
Tornet består av en cistern i betong och ursprungligen ett ytterskal av rödmålad träpanel. Mellan cistern och ytterskal leder en trappa upp till tornets topp med en utsiktsplattform för allmänheten. Utsiktsplattformen revs av okänd anledning på 1930-talet, men återställts 1994. Vattentornets cistern är delad i två halvor, där den undre delen matades med dricksvatten från en brunn nedanför. Dricksvattnet distribuerades sedan till kurortens hotell och övriga byggnader. Den övre halvan innehöll havsvatten, som pumpades vidare till kuranläggningens behandlingsavdelningar där man kunde bada karbad i ”äkta havsvatten”. 
Från tornets topp har man en vidsträckt utsikt över Nynäshamns inlopp med Gårdsfjärden och Bedarön mot söder och öster samt över Nynäshamns bebyggelse och hamnanläggning mot norr och väster. Avståndet till horisonten vid klar sikt är cirka 12,5 sjömil (drygt 23 kilometer). Tornet ägs av Nynäshamn fastighets AB och är öppet för allmänheten.

## Branden
Den 21 maj 2018 brandskadades tornet svårt. Ytterhöljet av trä fick rivas så att enbart betongcisternen stod kvar. Under hösten och vintern 2018/2019 återuppbyggdes tornet ytterhölje, denna gång av obrännbara stål- och plåtprofiler. Den övre cisternen byggdes om och innehåller en spiraltrappa upp till plattformen. I den nedre cisternen kan man se hur högt vattnet stod en gång i tiden. På ett-årsdagen efter branden kunde tornet återinvigas.

## Bilder
- Tornet kort före och efter branden

"Tornet
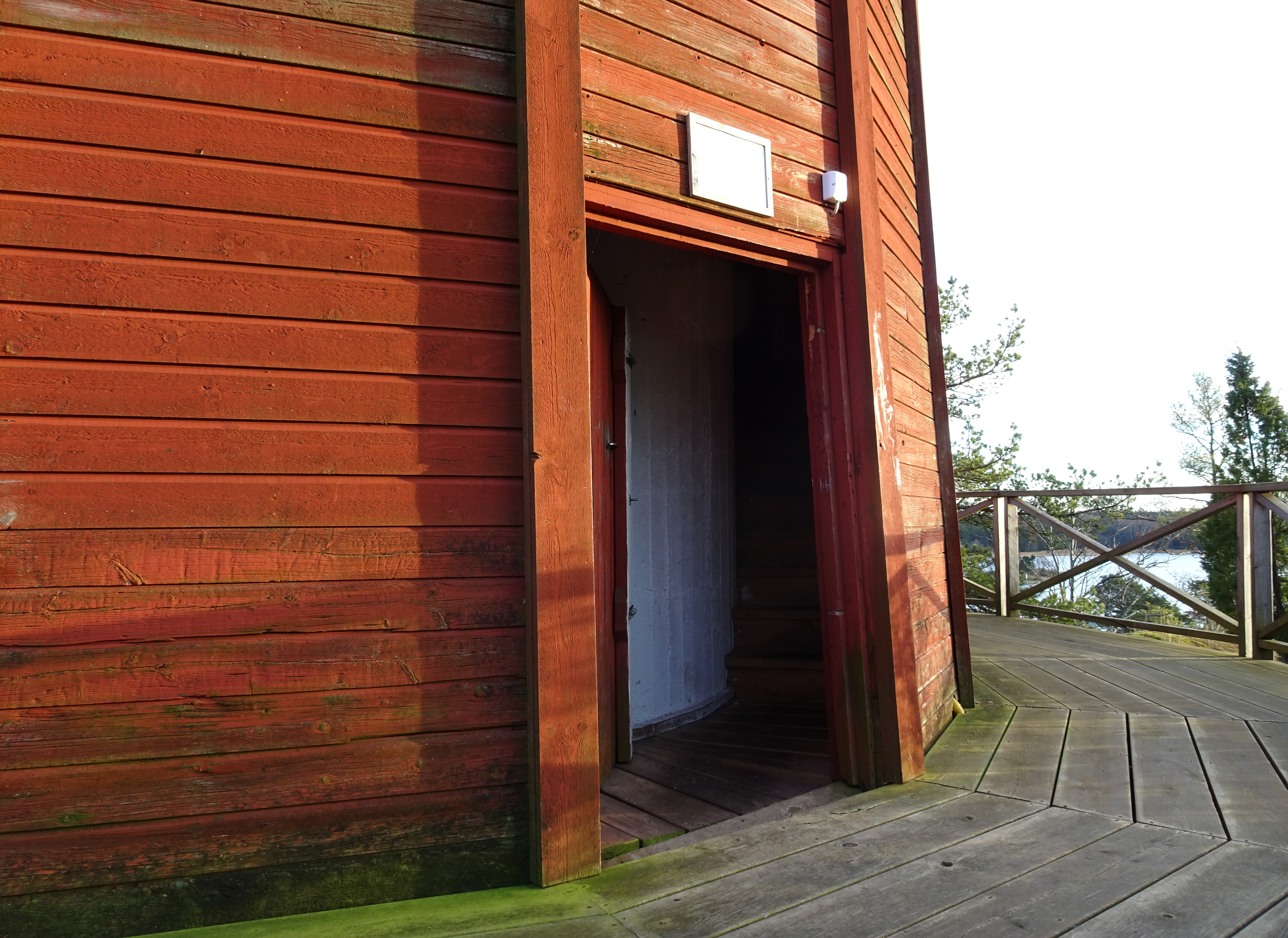
Entrén, december 2017.
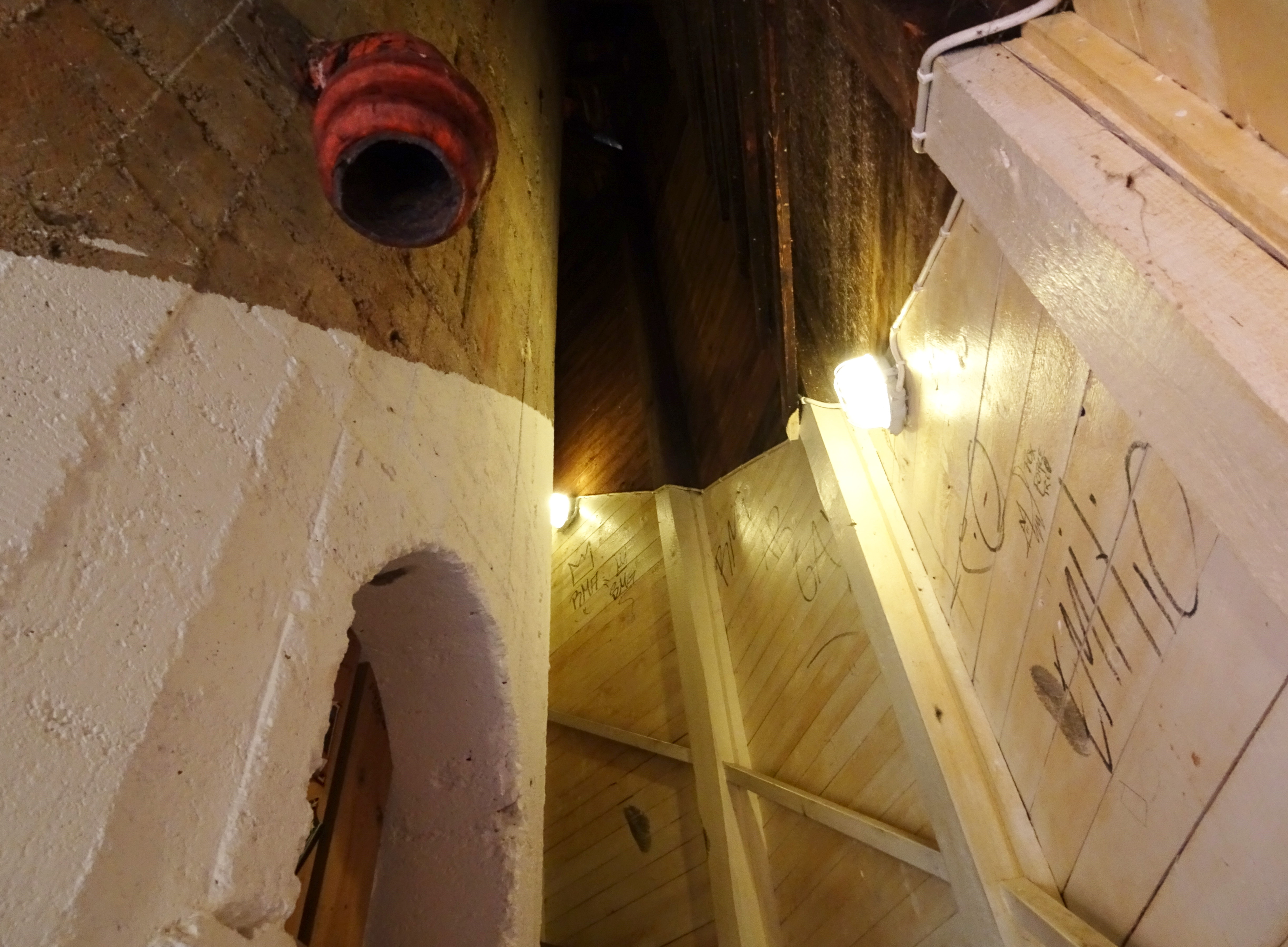
Trappan i tornets nedre del, december 2017.
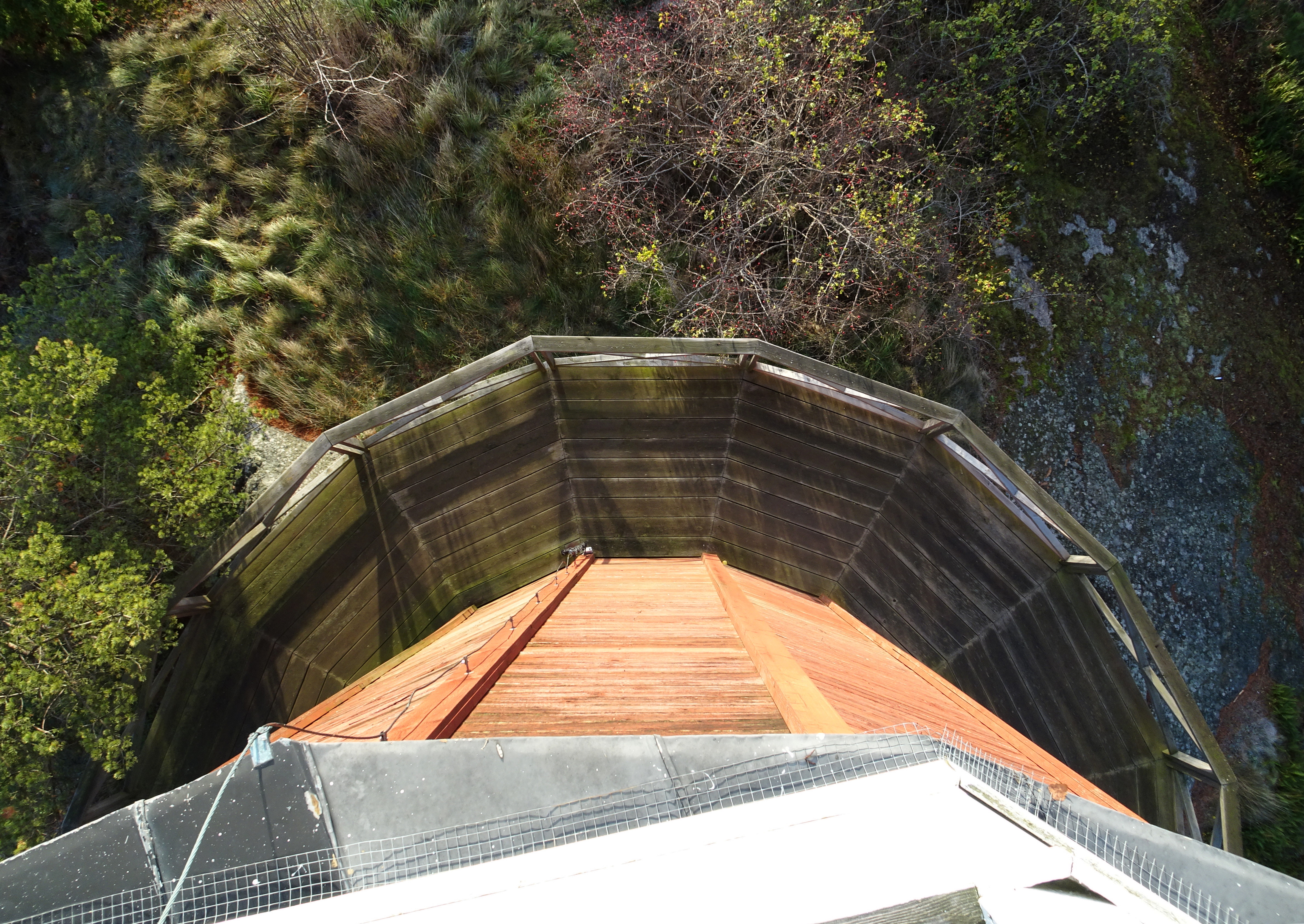
Vy rakt ner, december 2017.
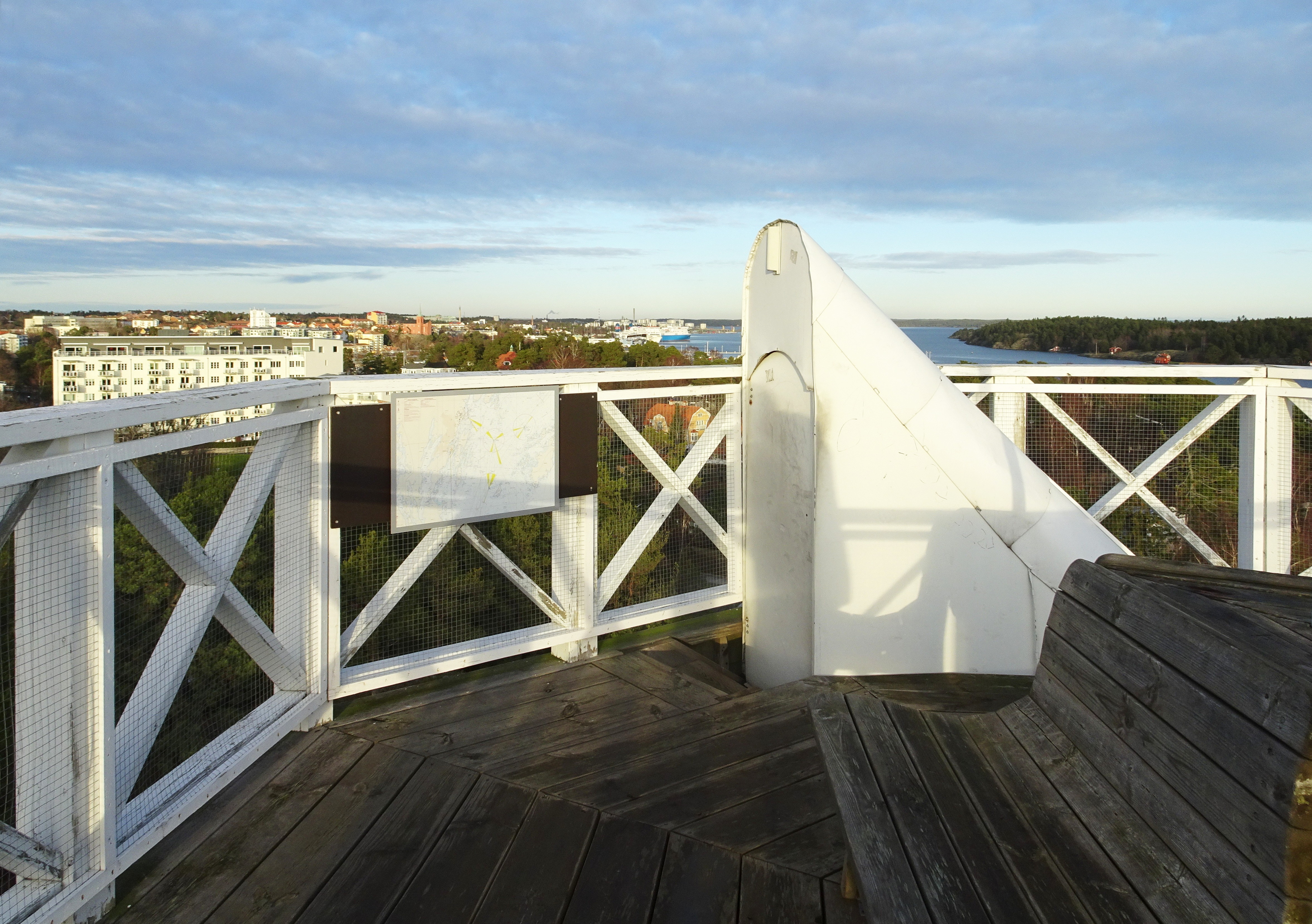
Utsiktsplattformen, december 2017.
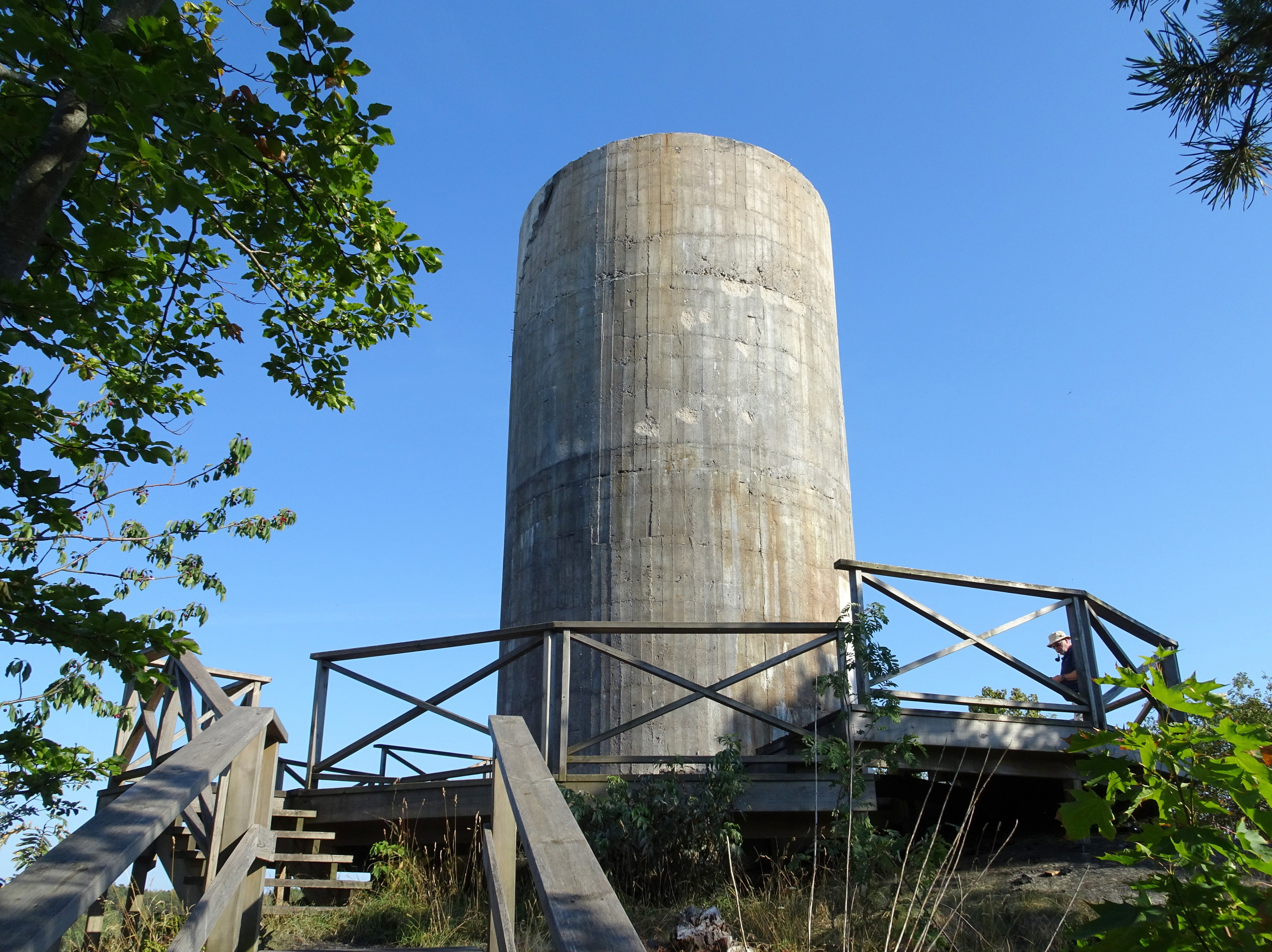
Efter branden, juli 2018.

Tornet efter renoveringen
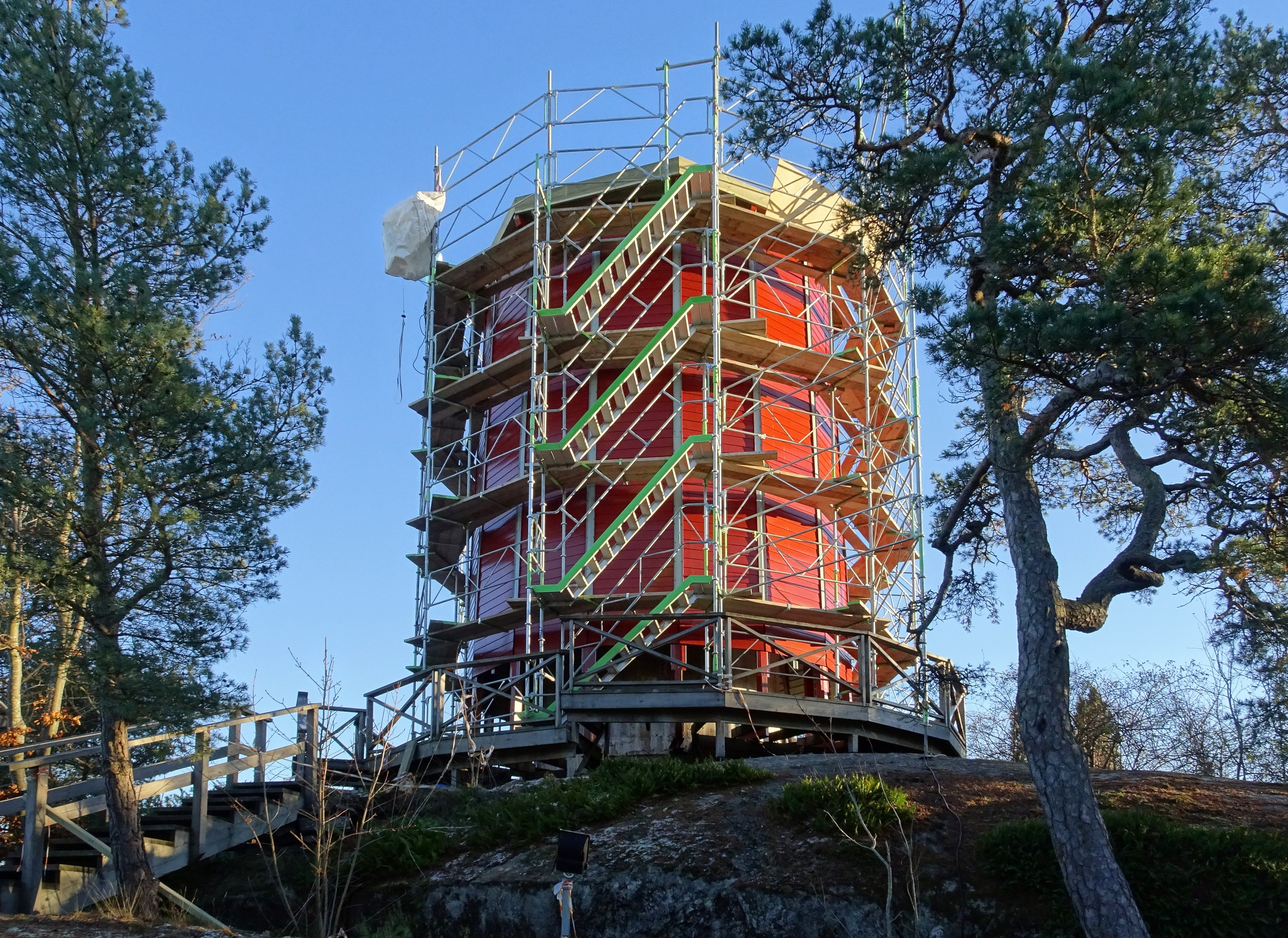
Vattentornets skal återuppbyggs, november 2018.
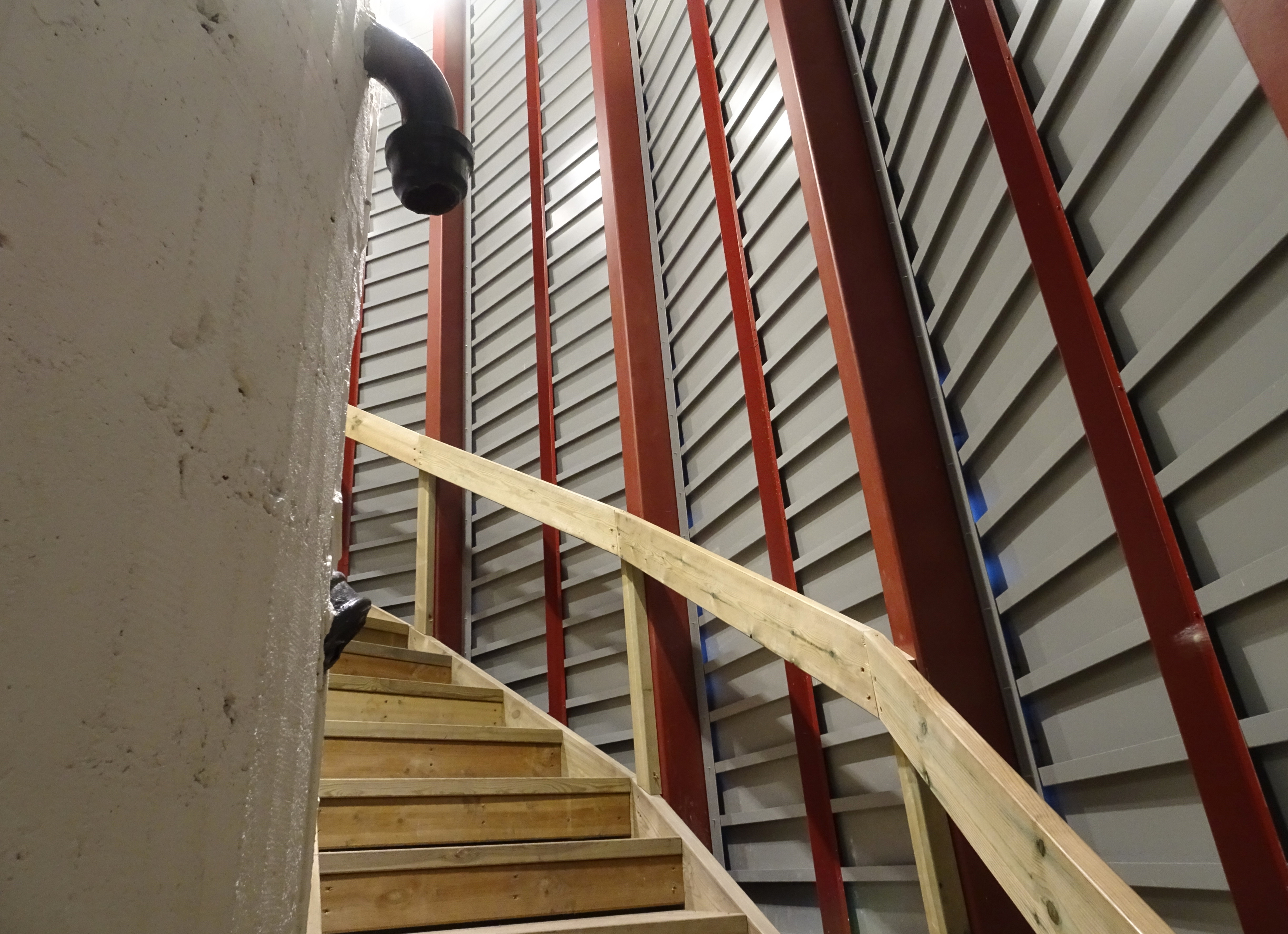
Trappan i tornets nedre del, juli 2019.
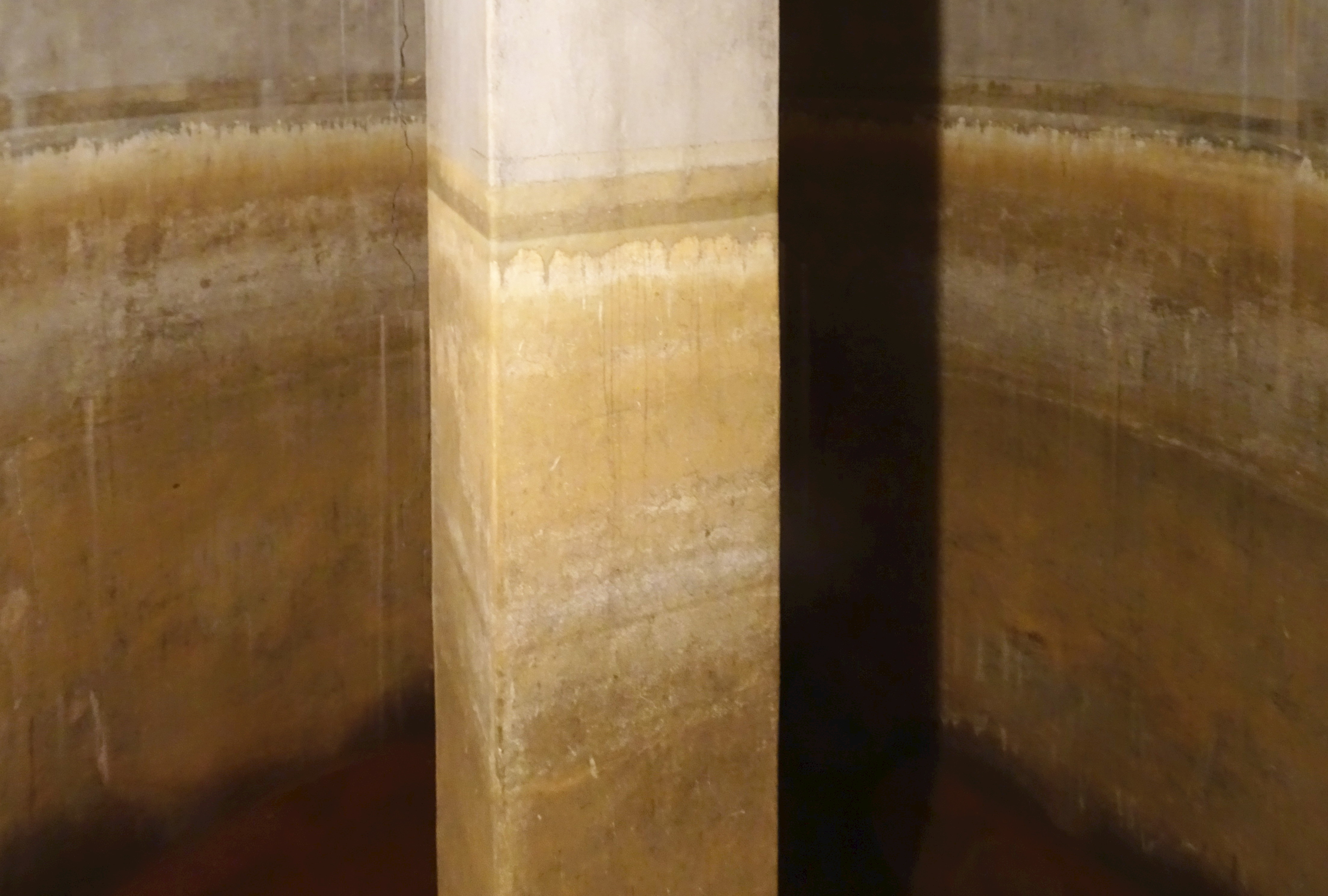
Nedre cisternen invändig.
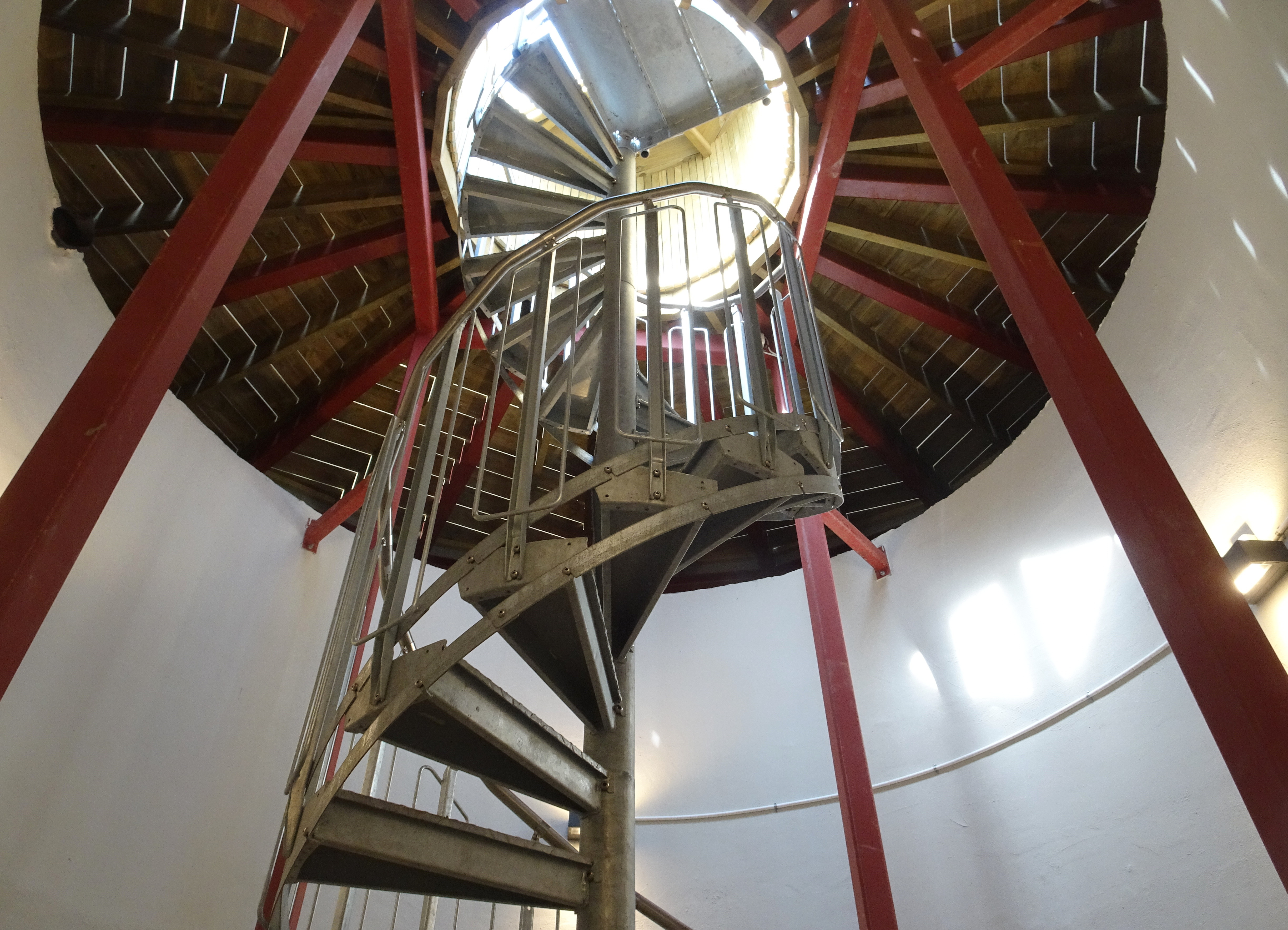
Trappan i tornets övre del, juli 2019.
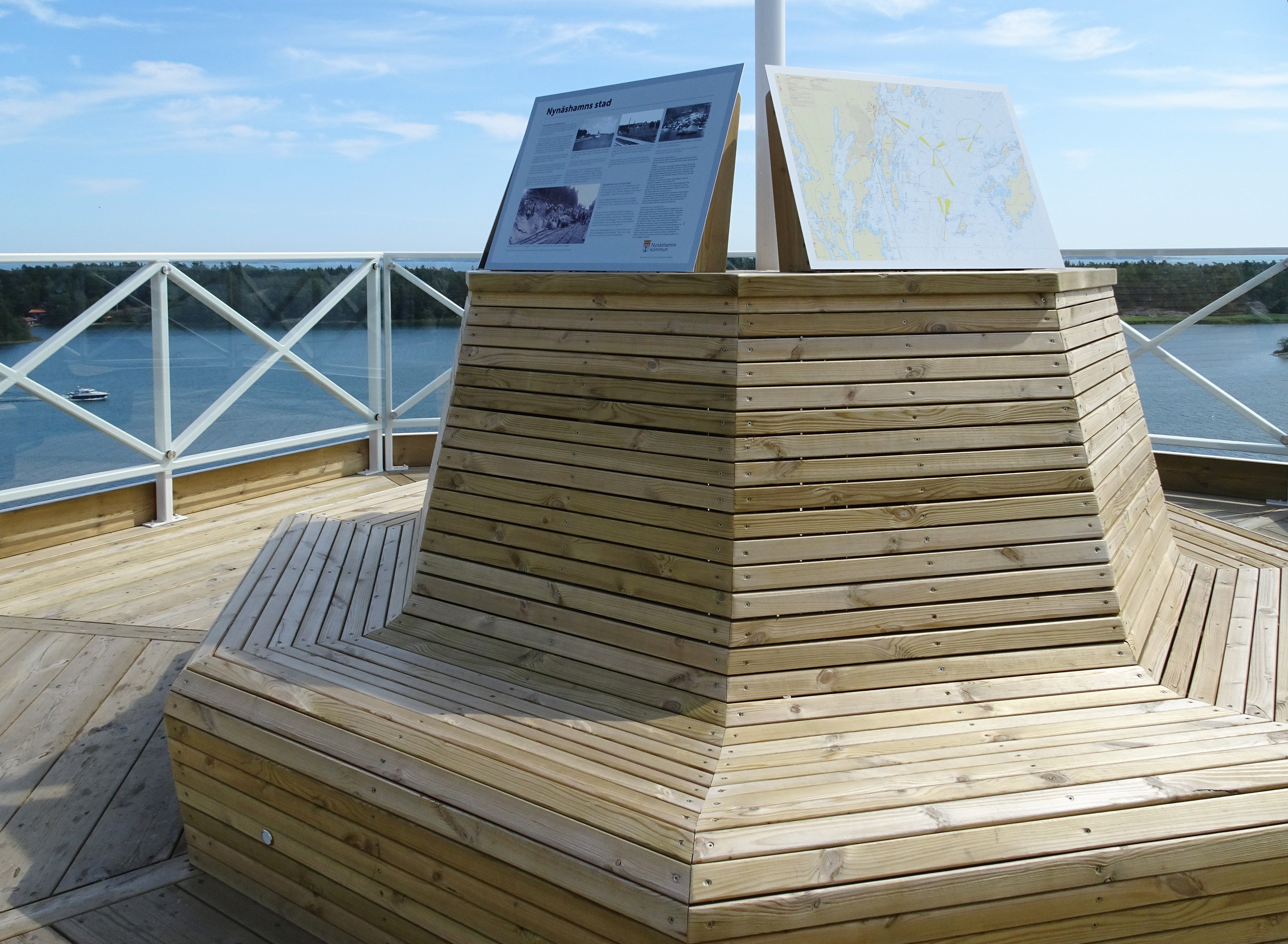
Utsiktsplattformen, juli 2019.